# La Madeleine-de-Nonancourt
Pour les articles homonymes, voir Nonancourt (homonymie).
La Madeleine-de-Nonancourt est une commune française située dans le département de l'Eure, en région Normandie.

## Géographie

### Localisation
| Marcilly-la-Campagne | Marcilly-la-Campagne, Illiers-l'Évêque         |                                     |
| Droisy               | La Madeleine-de-Nonancourt                     | Courdemanche Saint-Germain-sur-Avre |
| Nonancourt           | Nonancourt, Saint-Rémy-sur-Avre (Eure-et-Loir) |                                     |

### Hydrographie
La commune est située dans le bassin Seine-Normandie. Elle est drainée par le Ruet,.

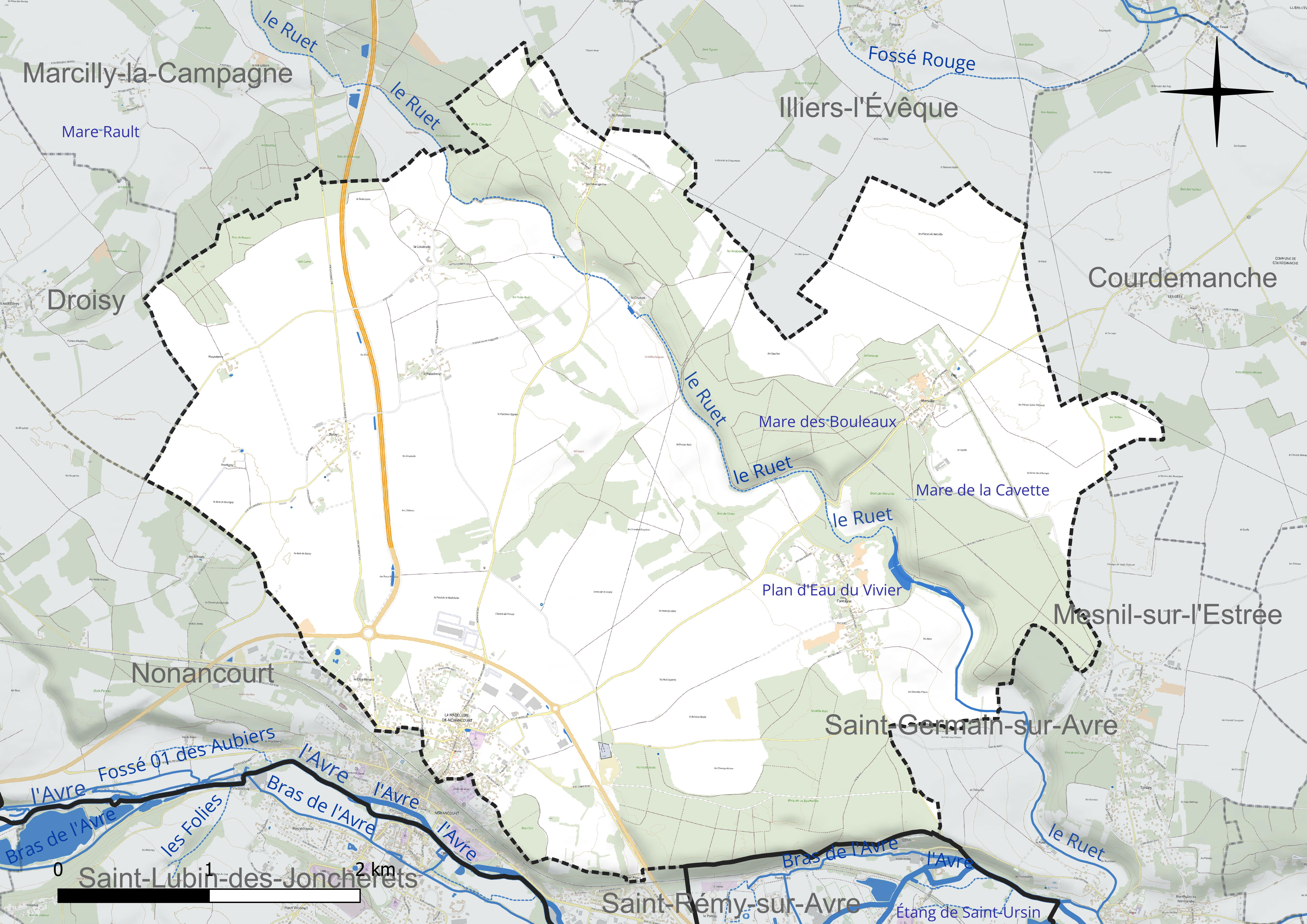
Réseau hydrographique de la Madeleine-de-Nonancourt.

Trois plans d'eau complètent le réseau hydrographique : la mare de la Cavette (0 ha), la mare des Bouleaux (0 ha) et le plan d'eau du Vivier (1,3 ha),.

### Climat
Pour des articles plus généraux, voir Climat de la Normandie et Climat de l'Eure.
En 2010, le climat de la commune est de type climat océanique dégradé des plaines du Centre et du Nord, selon une étude du CNRS s'appuyant sur une série de données couvrant la période 1971-2000. En 2020, Météo-France publie une typologie des climats de la France métropolitaine dans laquelle la commune est exposée à un climat océanique et est dans la région climatique  Sud-ouest du bassin Parisien, caractérisée par une faible pluviométrie, notamment au printemps (120 à 150 mm) et un hiver froid (3,5 °C). Parallèlement le GIEC normand, un groupe régional d’experts sur le climat, différencie quant à lui, dans une étude de 2020, trois grands types de climats pour la région Normandie, nuancés à une échelle plus fine par les facteurs géographiques locaux. La commune est, selon ce zonage, exposée à un « climat des plateaux abrités », correspondant aux plaines agricoles de l’Eure, avec une pluviométrie beaucoup plus faible que dans la plaine de Caen en raison du double effet d’abri provoqué par les collines du Bocage normand et par celles qui s’étendent sur un axe du Pays d'Auge au Perche.
Pour la période 1971-2000, la température annuelle moyenne est de 10,5 °C, avec  une amplitude thermique annuelle de 14,3 °C. Le cumul annuel moyen de précipitations est de 620 mm, avec 10,6 jours de précipitations en janvier et 8 jours en juillet. Pour la période 1991-2020, la température moyenne annuelle observée sur la station météorologique la plus proche, située sur la commune de Laons à 8 km à vol d'oiseau, est de 11,1 °C et le cumul annuel moyen de précipitations est de 561,4 mm,. Pour l'avenir, les paramètres climatiques de la commune estimés pour 2050 selon différents scénarios d’émission de gaz à effet de serre sont consultables sur un site dédié publié par Météo-France en novembre 2022.

## Urbanisme

### Typologie
Au 1er janvier 2024, La Madeleine-de-Nonancourt est catégorisée commune rurale à habitat dispersé, selon la nouvelle grille communale de densité à 7 niveaux définie par l'Insee en 2022.
Elle appartient à l'unité urbaine de Saint-Lubin-des-Joncherets-Nonancourt, une agglomération inter-régionale dont elle est une commune de la banlieue,. La commune est en outre hors attraction des villes,.

### Occupation des sols
L'occupation des sols de la commune, telle qu'elle ressort de la base de données européenne d’occupation biophysique des sols Corine Land Cover (CLC), est marquée par l'importance des territoires agricoles (67,7 % en 2018), en diminution par rapport à 1990 (70 %). La répartition détaillée en 2018 est la suivante : 
terres arables (62,9 %), forêts (27,6 %), zones agricoles hétérogènes (4,8 %), zones urbanisées (4,7 %). L'évolution de l’occupation des sols de la commune et de ses infrastructures peut être observée sur les différentes représentations cartographiques du territoire : la carte de Cassini (XVIIIe siècle), la carte d'état-major (1820-1866) et les cartes ou photos aériennes de l'IGN pour la période actuelle (1950 à aujourd'hui).

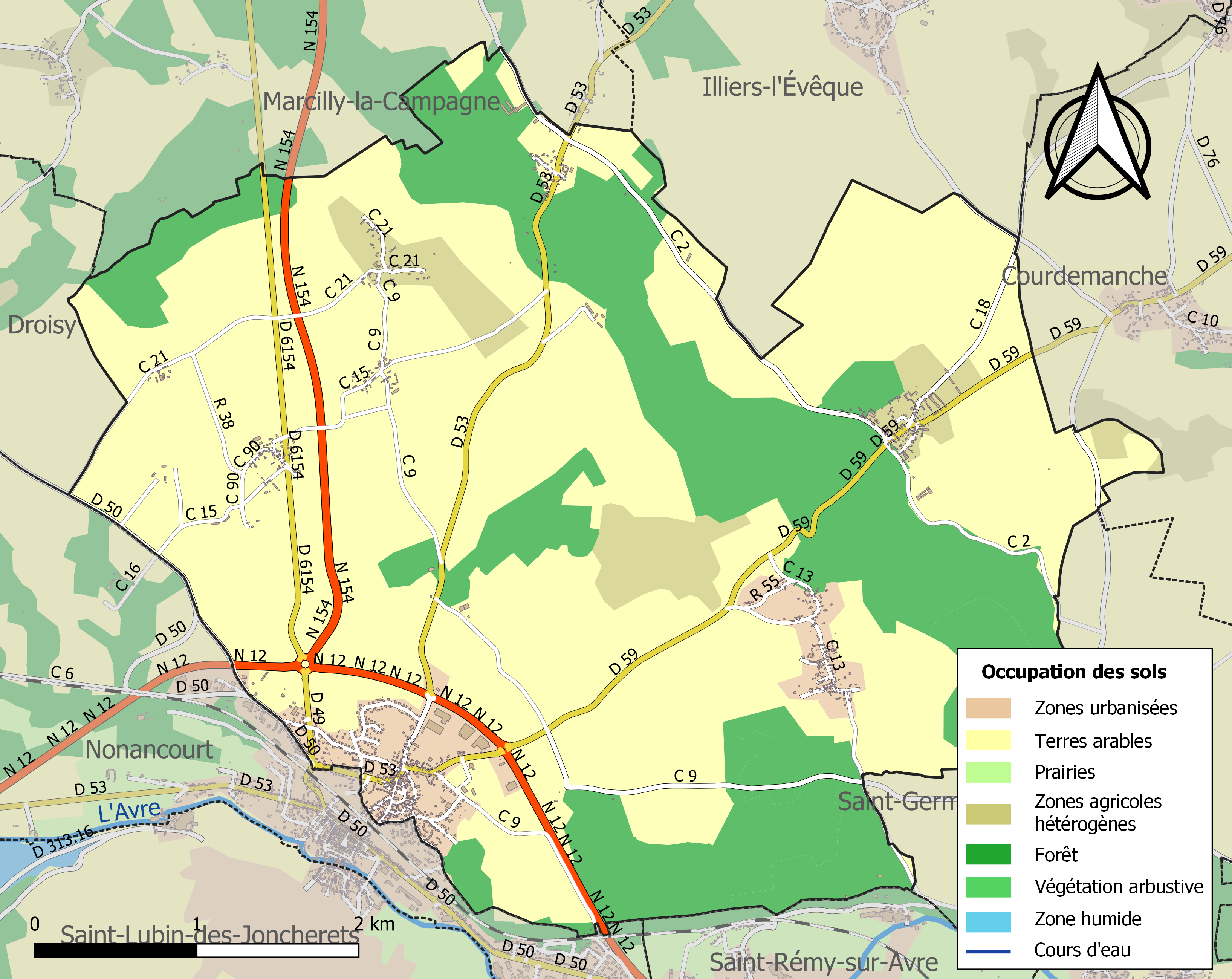
Carte des infrastructures et de l'occupation des sols de la commune en 2018 (CLC).

## Toponymie
Le nom de la localité est attesté sous les formes Beata Maria Magdalena, Beata Maria Magdalena de Nonancurte en 1239 (cartulaire de l’Estrée), La Magdelaine de Nonancourt en 1562.
La Madeleine-de-Nonancourt est un hagiotoponyme caché, l'appellation est empruntée au vocable de l'église, Sainte Marie-Madeleine; ce mode de désignation désigne encore certaines églises consacrées à cette sainte, près de Nonancourt.

## Histoire
Unique paroisse de Nonancourt au XIIe siècle ; paroisse annexe jusqu'en 1802 de Saint-Martin de Nonancourt, aujourd'hui paroisse distincte ; ancien fief.

## Politique et administration
| Période                                  | Période  | Identité      | Étiquette | Qualité              |
| ---------------------------------------- | -------- | ------------- | --------- | -------------------- |
| avant 1981                               | ?        | René Trochard | PS        |                      |
| mars 2001                                | En cours | Daniel Colleu | DVD       | Agriculteur retraité |
| Les données manquantes sont à compléter. |          |               |           |                      |

## Économie
- Siège de Kindermann France.

## Démographie
L'évolution du nombre d'habitants est connue à travers les recensements de la population effectués dans la commune depuis 1793. Pour les communes de moins de 10 000 habitants, une enquête de recensement portant sur toute la population est réalisée tous les cinq ans, les populations de référence des années intermédiaires étant quant à elles estimées par interpolation ou extrapolation. Pour la commune, le premier recensement exhaustif entrant dans le cadre du nouveau dispositif a été réalisé en 2004.

En 2022, la commune comptait 1 160 habitants, en évolution de +1,05 % par rapport à 2016 (Eure : −0,25 %, France hors Mayotte : +2,11 %).
| 1793  | 1800  | 1806  | 1821 | 1831 | 1836 | 1841 | 1846 | 1851 |
| ----- | ----- | ----- | ---- | ---- | ---- | ---- | ---- | ---- |
| 1 032 | 1 010 | 1 009 | 937  | 952  | 890  | 950  | 941  | 931  |

| 1856 | 1861 | 1866 | 1872 | 1876 | 1881 | 1886 | 1891 | 1896 |
| ---- | ---- | ---- | ---- | ---- | ---- | ---- | ---- | ---- |
| 894  | 853  | 824  | 839  | 810  | 769  | 847  | 799  | 814  |

| 1901 | 1906 | 1911 | 1921 | 1926 | 1931 | 1936 | 1946 | 1954 |
| ---- | ---- | ---- | ---- | ---- | ---- | ---- | ---- | ---- |
| 794  | 775  | 773  | 723  | 704  | 700  | 685  | 741  | 707  |

| 1962 | 1968 | 1975 | 1982 | 1990  | 1999  | 2004  | 2006  | 2009  |
| ---- | ---- | ---- | ---- | ----- | ----- | ----- | ----- | ----- |
| 722  | 662  | 762  | 952  | 1 150 | 1 163 | 1 167 | 1 170 | 1 204 |

| 2014  | 2019  | 2022  | - | - | - | - | - | - |
| ----- | ----- | ----- | - | - | - | - | - | - |
| 1 173 | 1 143 | 1 160 | - | - | - | - | - | - |

## Lieux et monuments
- Église Sainte-Madeleine, bâtie au milieu du XVe siècle. Mobilier recensé[25]
- Chapelle Saint-Thibault à Merville, citée comme dépendant de l'abbaye de l'Estrée[26].

## Personnalités liées à la commune
- Jacques Gabriel Jan de Hauteterre (1746-1808), député de l'Eure au Conseil des Anciens pendant le Directoire puis au Corps législatif pendant le Consulat et l'Empire, décédé à La Madeleine-de-Nonancourt.
- Christophe Dauphin (poète), né en 1968.

## Héraldique
| Blason de Madeleine-de-Nonancourt (La) | Blason  | Tiercé en pairle renversé: au 1 de gueules à deux léopards d'or, armés et lampassés d'azur, l'un au-dessus de l'autre, au 2 de sinople à trois fers à cheval versés d'or, au 3 d'argent à trois roseaux à massette feuillés de sinople posés en bande, pal et barre . |
| Blason de Madeleine-de-Nonancourt (La) | Détails | Les deux léopards d'or rappellent les armoiries de la Normandie Création Jean-François Binon. Sur PanneauPocket 2024. |